# Ain't It Fun (bài hát của Paramore)
"Ain't It Fun" là một bài hát của ban nhạc Rock Mỹ Paramore, được phát hành là đĩa đơn thứ tư cũng từ album phòng thu thứ tư của họ Paramore (album) (2013). Bài hát được sản xuất bởi nhạc sĩ Justin Meldal-Johnsen và được thu âm tại Los Angeles. Bài hát được bắt đầu với nhiều lần lặp lại các phím guitar điện của Taylor York. Các âm thanh phụ đi kèm là xylophone và guitar bass cùng với giọng ca chính và sáu thành viên thuộc dàn hợp xướng khác. Trưởng nhóm của ban nhạc, Hayley Williams cho biết cô viết bài hát này dựa trên trải nghiệm cuộc đời và sự lạc quan về tương lai phía trước.
"Ain't It Fun" đã nhận được nhiều đánh giá tích cực từ giới phê bình âm nhạc, những người luôn ca ngợi sự độc đáo trong âm nhạc. Bài hát đã được phát trên các đài phát thanh chính của Hoa Kỳ và Ý. Một đĩa đơn dày 12 inch đã được phát hành vào ngày Record Store năm 2014. Bài hát đã được thứ hạng cao nhất trên bảng xếp hạng Billboard Hot 100 của Paramore từ trước đến nay - đứng thứ 10 và được 2 lần nhận được chứng nhận bạch kim của RIAA khi đã bán được hơn 2 triệu bản. Bài hát cũng đạt thành công vang dội trên thị trường quốc tế khi lọt vào tốp 40 của các bảng xếp hạng ở Úc, Canada và Venezuela. Vào ngày 8-2-2015, bài hát đã giành Giải Grammy cho Bài hát Rock hay nhất tại lễ trao Giải Grammy lần thứ 57. Đây là chiến thắng đầu tiên của Paramore tại giải Grammy và Hayley trở thành người phụ nữ đầu tiên vinh dự đứng trên bục vinh quang của hạng mục này kể từ thời Alanis Morissette vào năm 1999.
"Ain't It Fun" đã được biểu diễn lại trên truyền hình nhiều lần trên các chương trình The Voice, Late Night with Seth Meyers và American Idol. Nó cũng nằm trong chuyến lưu diễn của ban nhạc mang tên The Self-Titled Tour (2013-15). Sau khi MV bài hát đầu tiên của đạo diễn Jonathan Desbiens bị hủy bỏ, một MV khác được làm lại bởi đạo diễn Sophia Peer. Sau khi phát hành vào tháng 1 năm 2014, ban nhạc hi vọng MV này sẽ sớm xô đổ hàng loạt kỷ lục mới.

## Chứng nhận và doanh số
| Xếp hạng (2013–14)                       | Vị trí |
| ---------------------------------------- | ------ |
| Úc (ARIA)                                | 32     |
| Canada (Canadian Hot 100)                | 27     |
| Canada CHR/Top 40 (Billboard)            | 14     |
| Canada Hot AC (Billboard)                | 8      |
| Cộng hòa Séc (Rádio Top 100)             | 25     |
| Cộng hòa Séc (Singles Digitál Top 100)   | 51     |
| Hungary (Rádiós Top 40)                  | 4      |
| Ireland (IRMA)                           | 55     |
| Slovakia (Singles Digitál Top 100)       | 61     |
| UK Singles (Official Charts Company)     | 147    |
| Anh Quốc Rock and Metal (OCC)            | 3      |
| Hoa Kỳ Billboard Hot 100                 | 10     |
| Hoa Kỳ Hot Rock Songs (Billboard)        | 1      |
| Hoa Kỳ Adult Contemporary (Billboard)    | 11     |
| Hoa Kỳ Adult Pop Airplay (Billboard)     | 1      |
| Hoa Kỳ Pop Airplay (Billboard)           | 2      |
| Venezuela Pop/Rock Songs (Record Report) | 11     |

| Xếp hạng (2014)                   | Vị trí |
| --------------------------------- | ------ |
| Canada (Canadian Hot 100)         | 95     |
| US Billboard Hot 100              | 47     |
| US Adult Contemporary (Billboard) | 24     |
| US Adult Pop Songs (Billboard)    | 11     |
| US Hot Rock Songs (Billboard)     | 7      |
| US Pop Songs (Billboard)          | 23     |

## Chứng nhận
| Quốc gia                                                                           | Chứng nhận  | Số đơn vị/doanh số chứng nhận |
| ---------------------------------------------------------------------------------- | ----------- | ----------------------------- |
| Canada (Music Canada)                                                              | Vàng        | 40.000*                       |
| Hoa Kỳ (RIAA)                                                                      | 2× Bạch kim | 2.000.000‡                    |
| * Chứng nhận dựa theo doanh số tiêu thụ. ^ Chứng nhận dựa theo doanh số nhập hàng. |             |                               |

^  b Once Paramore—being one of its members or the entire group—breaks a world record in the "Ain't It Fun" video, a title screen appears stating the record they have established, as well as displaying the time it took.